# Wetterhorn
O Wetterhorn encontra-se nos Alpes berneses  na Suíça. O Wetterhorn - que não deve ser confundido com Weisshorn no Valais - faz parte do pequeno maciço dos Wetterhörner formado pelo Mittelhorn,  pelo Rosenhorn, e pelo Wetterhorn que é o mais alto e culmina a 3 692 m.

## Ascenssões
A primeira ascensão do Wetterhorn foi a 31 de Agosto de 1844 pelos guias Melchior Bannholzer e Hans Jaun, e dois em antes -  28 de Agosto de 1844  Édouard Desor, Daniel Dolphus-Ausset1, MM. Duspasquier e Stengel com os guias Hans Wahren, Hans Jaun, Gaspard Nägeli, Heinrich Bossli, Melchior Bannholzer e Daniel Brigger tinha subido ao Rosenhorn, o segundo mais alto dos Wetterhörner.
Por sua vez o Mittelhorn foi subido a 9 de Julho de  1845 pelo escocês Stanhope Templeton Speer, com Melchior Bannholzer, Hans Jaun e Kaspar Abplanalp.
A primeira invernal foi feita por William A. Coolidge em 1874.

## História
A ascensão mais famosa foi a de 1854 quando Alfred Wills partiu com os guias de Chamonix Auguste Balmat, Auguste Simond, assim como Ulrich Lauener de Lauterbrunnen e Peter Bohren de Grindelwald que queriam colocar uma placa pesada no alto da montanha. A meio caminho são apanhados e ultrapassados por dois caçadores de camurças, Christian Almer e Ulrich Kaufman que queriam pôr uma pequeno pinheiro como decoração no cimo. Depois de se terem zangado decidem de fazer cordada comum e chagar ao cimo todos juntos.
Este acontecimento foi descrito em Wandering among the high Alps pelo próprio Alfred Wills durante aquilo a que se chamou a idade de ouro do alpinismo.

## Biblliografia
- Peter Berg, The first ascent of the Wetterhorn from Grindelwald, Alpine Journal 1996, p. 356